# چوب‌پا
چوب‌پا (نام علمی: Himantopus) نام یک سرده از تیره نوک‌خنجریان است.
این پرنده ۳۷ سانتیمتر طول دارد، و با پاهای بلند و قرمز، روتنه سیاه، زیرتنه، گردن و دم سفید از دیگر پرندگان کنار آبزی متمایز است. سر، پسِ گردن و منقار سیاه و پیشانی سفید است. زیستگاه: این پرنده در نواحی آب‌های کم‌عمق یا روی علف‌های انبوه و زمین‌های گلی آشیانه می‌سازد و در ایران نسبتاً فراوان است، و در آبگیر فصلی روستای دولت‌آباد بافق در استان یزد به صورت نیمه‌مهاجر دیده می‌شود.

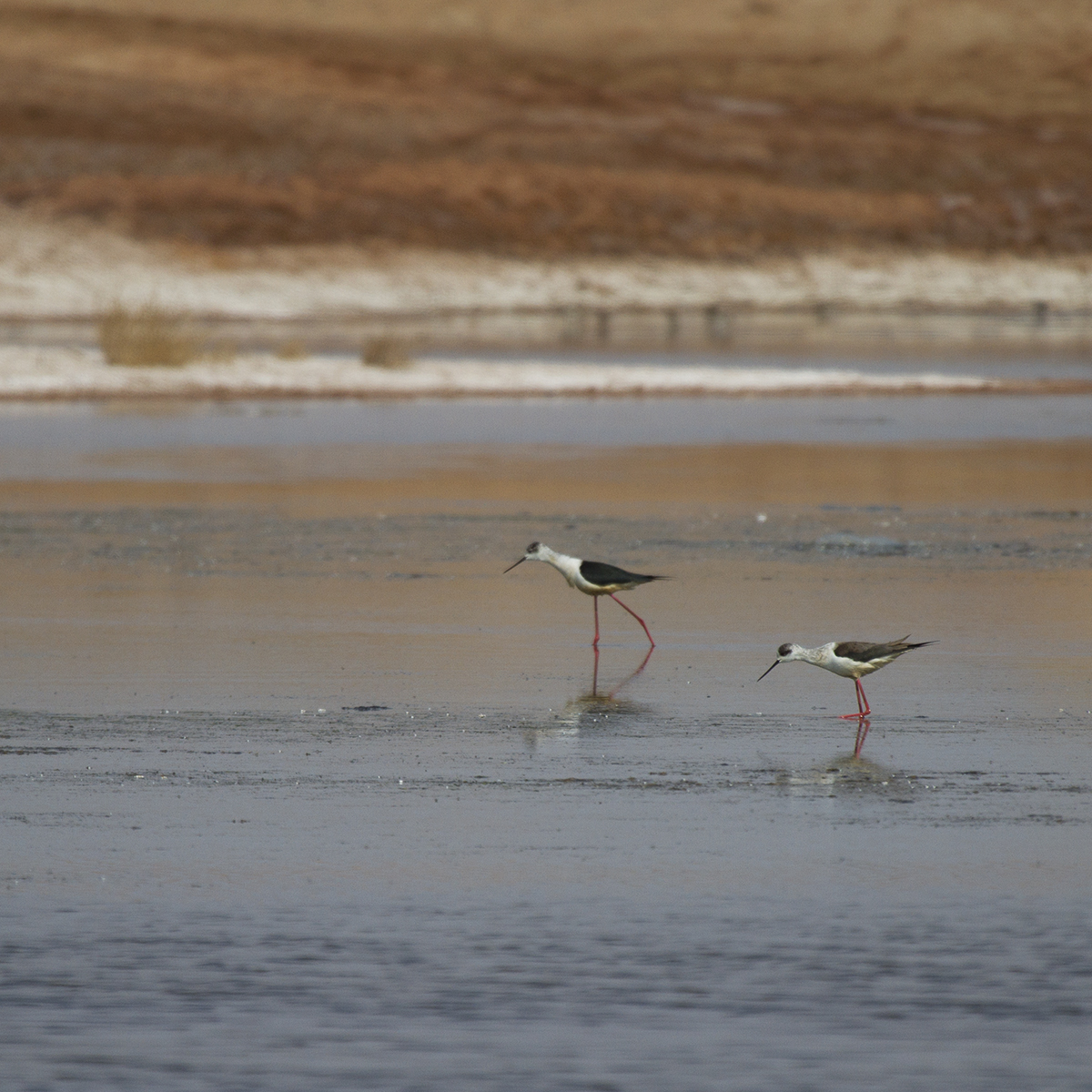
چوب پا در اطراف زمین‌های نمکی قم به صورت مهاجر تالاب فصلی بهشت معصومه

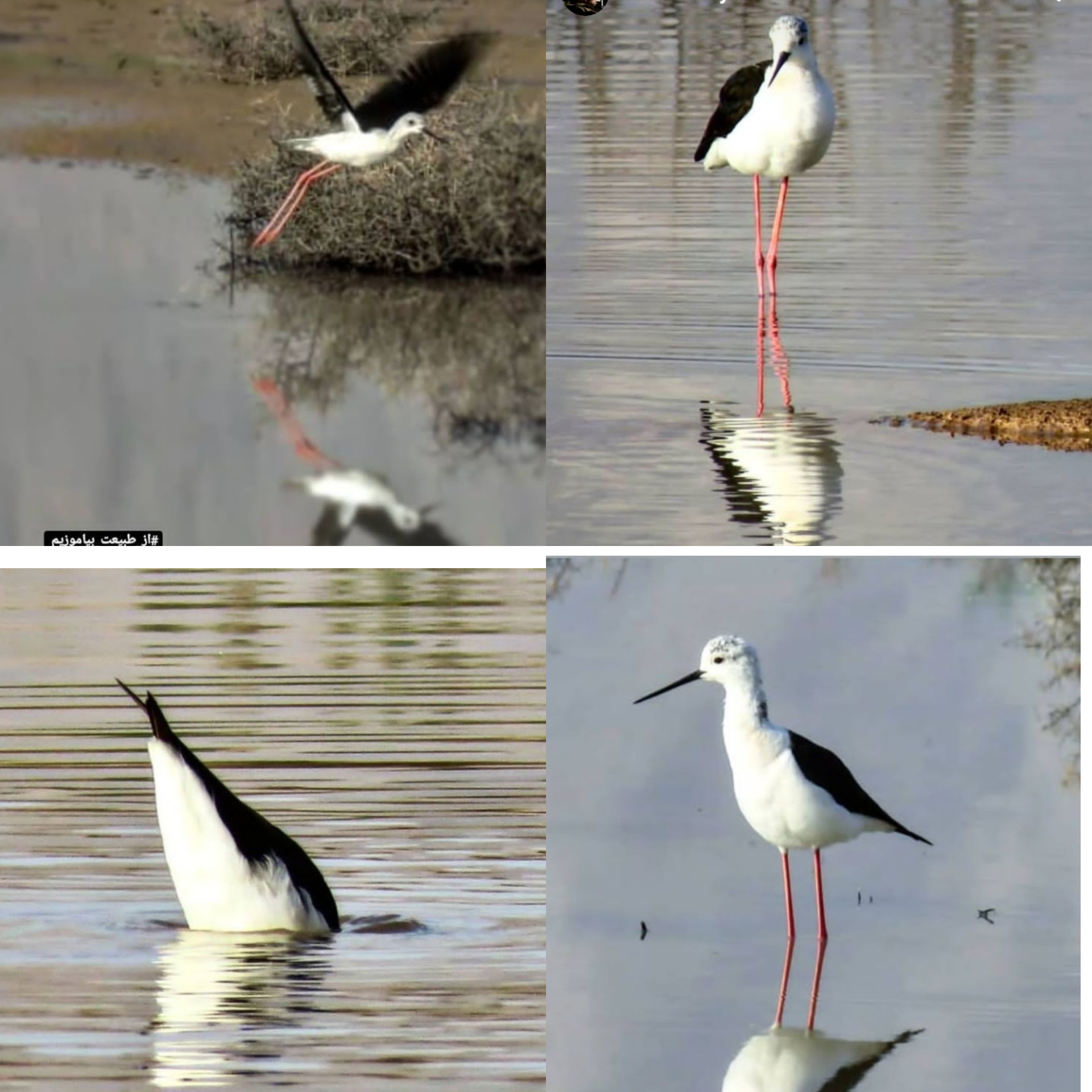
چوب پاهای بند خاکی روستای دولت‌آباد بافق یزد

## گونه‌ها
- چوب‌پای بال‌سیاه،  Himantopus himantopus
  - White-backed stilt, Himantopus himantopus melanurus
- چوب‌پای سرسفید،  Himantopus leucocephalus
- چوب‌پای گردن‌سیاه،  Himantopus mexicanus
- چوب‌پای هاوایی or aeʻo, Himantopus knudseni
- چوب‌پای سیاه،  Himantopus novaezelandiae
- چوب‌پای نواری،  Cladorhynchus leucocephalus